# Kuhlia boninensis
Kuhlia boninensis is een straalvinnige vissensoort uit de familie van vlagvissen (Kuhliidae). De wetenschappelijke naam van de soort is voor het eerst geldig gepubliceerd in 1907 door Fowler.